# Mihail Gribușencov
Mihail Gribușencov (ur. 30 stycznia 1980 w Leningradzie) – mołdawski biathlonista.
Swój ostatni biathlonowy występ zanotował 23 marca 2006 podczas pucharu świata w Oslo.

## Osiągnięcia

### Igrzyska olimpijskie
| Rok  | Miejscowość    | Konkurencje | Konkurencje | Konkurencje | Konkurencje | Konkurencje | Konkurencje | Konkurencje |
| Rok  | Miejscowość    | IN          | SP          | PU          | MS          | RL          | MR          | SR          |
| ---- | -------------- | ----------- | ----------- | ----------- | ----------- | ----------- | ----------- | ----------- |
| 2002 | Salt Lake City | 84.         | 83.         | –           | nd.         | –           | nd.         | –           |
| 2006 | Turyn          | DNS         | 81.         | –           | –           | –           | nd.         | –           |

### Mistrzostwa świata
| Rok  | Miejscowość     | Konkurencje | Konkurencje | Konkurencje | Konkurencje | Konkurencje | Konkurencje | Konkurencje |
| Rok  | Miejscowość     | IN          | SP          | PU          | MS          | RL          | MR          | SR          |
| ---- | --------------- | ----------- | ----------- | ----------- | ----------- | ----------- | ----------- | ----------- |
| 2003 | Chanty-Mansyjsk | 87.         | 74.         | –           | –           | –           | nd.         | –           |
| 2005 | Hochfilzen      | 91.         | 104.        | –           | –           | –           | nd.         | –           |